# Chevrolet Townsman
Der Chevrolet Townsman war ein Kombi, den Chevrolet von 1953 bis 1957 und von 1969 bis 1972 herstellte. 

## Von Jahr zu Jahr

### Townsman Serien 2100B, 2100 und 2400C (1953–1957)

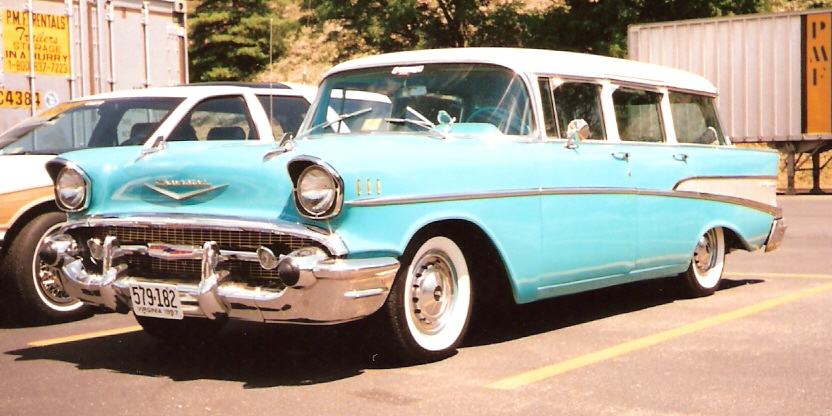
Chevrolet Bel Air Townsman Serie 2400C (1957)

Mit dem Namen Townsman wurde zuerst 1953 ein 5-türiger Kombi des Chevrolet Deluxe 210 Serie 2100B mit acht Sitzplätzen bezeichnet.
1954 ging der Name auf die Baureihe Bel Air Serie 2400C über. Wiederum hatte der Wagen 5 Türen, und ebenfalls acht Sitzplätze.
In den Modelljahren 1955 und 1956 ging der Name wieder auf die Baureihe Two-Ten Serie 2100B über. Diesmal gab es auch 3-türige Kombis. Den 5-türigen Kombi gab es 1956 nur mit sechs Sitzplätzen (der neunsitzige hieß weiterhin Two-Ten).
1957 gab es den Townsman sowohl als Two Ten Serie 2100 als auch als Bel Air Serie 2400C. 
Standardantrieb war stets ein Sechszylinder-Reihenmotor mit 3.859 cm3 Hubraum, der 108–140 bhp (79–103 kW) leistete. Ab 1955 gab es auch V8-Motoren.

### Townsman Serien 156 und 1L (1969–1972)

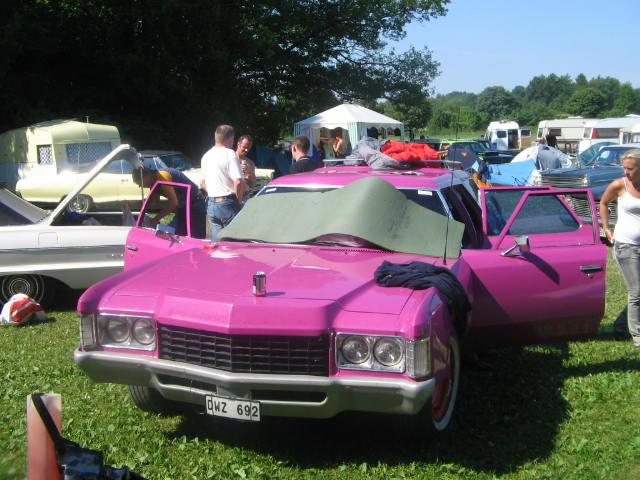
Chevrolet Townsman Serie 156 (1971)

Die 5-türigen Wagen mit sechs oder neun Sitzplätzen basierten auf der GM-B Plattform und es gab sie nur mit V8-Motoren. Sein Limousinen-Pendant war der Bel Air Serie 156 und ab 1973 hieß das Modell auch Chevrolet Bel Air Estate. Er war damals das mittlere Modell der Chevrolet-Kombipalette.
1969 gab es V8-Motoren von 5,4 bis 7,0 l Hubraum, ab 1970 lagen die Hubräume bei 5,7 – 7,4 l. Hatte der Radstand bis 1970 noch 3.023 mm betragen, so stieg er 1971 auf stattliche 3.175 mm. Ebenfalls ab Mitte 1971 war die TurboHydraMatic, eine dreistufige Getriebeautomatik Standard.
In den Modelljahren 1969 und 1970 war der Townsman – wie alle großen Kombis von Chevrolet – mit einer Hecktüre ausgestattet, die wahlweise zur Seite oder nach oben geöffnet werden konnte. Öffnete die Türe seitwärts, war der Heckstoßfänger mit einer Aussparung versehen, um den Passagieren der dritten Sitzbank das Einsteigen und die Beladung des auf Wunsch erhältlichen Dachgepäckträgers zu erleichtern. In den Modelljahren 1971 und 1972 änderte man das Design der Hecktüre nach dem neuen "Venusmuschel"-Muster, bei dem das Rückfenster im Dach verschwand und der Rest der Hecktüre unter dem Fahrzeugboden.